# Костија (Њу Мексико)
Костија (енгл. Costilla) насељено је место без административног статуса у америчкој савезној држави Њу Мексико.

## Демографија
По попису из 2010. године број становника је 205.
| Група             | 2000.    | 2010.       |
| Белци             | 0 (0,0%) | 36 (17,6%)  |
| Афроамериканци    | 0 (0,0%) | 0 (0,0%)    |
| Азијати           | 0 (0,0%) | 0 (0,0%)    |
| Хиспаноамериканци | 0 (0,0%) | 166 (81,0%) |
| Укупно            | 0        | 205         |